# Amplinus zunilus
Amplinus zunilus är en mångfotingart som beskrevs av Chamberlin 1943. Amplinus zunilus ingår i släktet Amplinus och familjen Aphelidesmidae. Inga underarter finns listade i Catalogue of Life.